# David Clarke (acteur)
Pour les articles homonymes, voir David Clarke.
David Clarke (né le 30 août 1908 à Chicago et mort le 18 avril 2004  dans le Comté d'Arlington) est un acteur américain. 

## Filmographie partielle
- 1947 : Mac Coy aux poings d'or (Killer McCoy) de Roy Rowland
- 1947 : La Longue Nuit (The Long Night) d'Anatole Litvak
- 1948 : Le Garçon aux cheveux verts (The Boy With Green Hair) de Joseph Losey
- 1949 : Le Mustang noir (Red Canyon) de George Sherman
- 1949 : Nous avons gagné ce soir (The Set-Up) de Robert Wise
- 1949 : L'Intrus (Intruder in the Dust) de Clarence Brown
- 1951 : La Maison sur la colline (The House on Telegraph Hill) de Robert Wise
- 1952 : L'Énigme du Chicago Express (The Narrow Margin) de Richard Fleischer
- 1957 : L'Homme qui tua la peur (Edge of the City) de Martin Ritt
- 1959 : Hold-up en 120 secondes (The Great St. Louis Bank Robbery) de Charles Guggenheim
- 1962 : Vu du pont (Uno sguardo dal ponte) de Sidney Lumet
- 1978 : C'est dans la poche (Matilda) de Daniel Mann
- 1989 : Apprenti tueur (Cutting Class) de Rospo Pallenberg